# Xenortholitha latifusata
Xenortholitha latifusata là một loài bướm đêm trong họ Geometridae.